# Dortmund Challenger 1985
Il Dortmund Challenger 1985 è stato un torneo di tennis facente parte della categoria ATP Challenger Series nell'ambito dell'ATP Challenger Series 1985. Il torneo si è giocato a Dortmund in Germania dal 10 al 16 giugno 1985 su campi in terra rossa.

## Vincitori

### Singolare
Francisco Maciel ha battuto in finale  Eduardo Masso con il punteggio di 7–6, 6–2

### Doppio
Antony Emerson /  Mark Woodforde hanno battuto in finale  Russell Barlow /  Mark Buckley con il punteggio di 7–6, 6–2